# Collstropgrundene
Collstropgrundene er 13 stærkt forurenede grunde i Danmark beliggende i: Aalborg, Allerød (Rytterhegnet og Kongevejen), Brabrand ved Aarhus, Brande, Hillerød, Horsens, Ishøj, Køge, Nyborg, Odense og Stevnstrup ved Randers.
Virksomheden Collstrop har efterladt en omfattende jordforurening med stoffer såsom arsen, kobber, krom, kulbrinter, phenoler, tjærestoffer, flygtige oliestoffer (BTEX) og tungmetaller.
Oprydningen på disse grunde anslås at beløbe sig til ca. kr. 1 mia., hvilket placerer Collstrop-grundene som Danmarks mest bekostelige med hensyn til oprydning efter miljøforurening. Derudover er en række tidligere ansatte blevet skadet af arbejdet på Collstrop.
Den værst forurenede og mest omtalte af disse grunde (geomærkningen refererer til denne) er en forurenet grund i Hillerød Kommune. Udsivende arsen forurener den nærliggende Esrum Sø. Grunden, som består af matrikelnumrene 4ab og 4o i ejerlavet Stenholtsvang i Hillerød kommune, er forurenet med bl.a 105 tons arsen, og klassificeret V2.
Forureningen stammer fra produktionen af imprægneret træ; produktionen i Hillerød sluttede i 1976, Hillerød-grunden omtales nogle gange som Esrum.
I 1987 fandt myndighederne efter et anonymt tip fra en tidligere ansat 300 metaltønder med gift på grunden i Stenholtsvang. Tønderne var dumpet i en mose på grunden og dækket med flis. Det viste sig senere, at tønderne indeholdt imprægneringsvæske.

## Produktionsperiode på grundene
- Køge (fra 1889)
- Horsens (oprettet 1900, aktivitet fra 1890 til 1978)
- Hillerød (fra 1936 til 1976)
- Stevnstrup (fra 1936 til 2002)
- Allerød (fra 1961 til 1981 og 1967 til 1974, 2 adresser)
- Brabrand (fra 1963 til 2007)
- Randers (1966 til 2005)
- Odense (fra 1970)
- Ishøj (fra 1974 til 1990)
- Aalborg (fra 1970 til 2004)
- Brande (fra 1978)
- Hvidovre